# Anisfield-Wolf Book Award
L'Anisfield-Wolf Book Award è un premio letterario statunitense assegnato annualmente ad opere che aiutino a comprendere il fenomeno del razzismo ed analizzino la complessità e ricchezza della cultura umana.
Istituito nel 1935 dalla poetessa e filantropa Edith Anisfield Wolf, è amministrato dalla Cleveland Foundation dal 1963.
Suddiviso in 4 sezioni, ad ogni vincitore delle singole categorie viene assegnato un premio di 10000 dollari.

## Albo d'oro[5]

### Narrativa
- 2025 - Danzy Senna per Colored Television[6]
- 2024 - Teju Cole per Tremor[7]
- 2023 - Geraldine Brooks per Come il vento (Horse) ex aequo con Lan Samantha Chang per The Family Chao[8]
- 2022 - Percival Everett per The Trees[9]
- 2021 - James McBride per Il diacono King Kong (Deacon King Kong)[10]
- 2020 - Namwali Serpell per Capelli, lacrime e zanzare (The Old Drift)[11]
- 2019 - Tommy Orange per Non qui, non altrove (There There)[12]
- 2018 - Jesmyn Ward per Canta, spirito, canta (Sing, Unburied, Sing)[13]
- 2017 - Peter Ho Davies per The Fortunes
- 2017 - Karan Mahajan per Stella bianca, acciaio rovente (The Association of Small Bombs)
- 2016 - Mary Morris per The Jazz Palace
- 2015 - Marlon James per Breve storia di sette omicidi (A Brief History of Seven Killings)[14]
- 2014 - Anthony Marra per La vita è una cosa semplice (A Constellation of Vital Phenomena)
- 2014 - Adrian Matejka per The Big Smoke
- 2013 – Eugene Gloria per My Favorite Warlord
- 2013 – Laird Hunt per Kind One
- 2013 – Kevin Powers per Yellow Birds (The Yellow Birds)
- 2012 – Esi Edugyan per Questo suono è una leggenda (Half-Blood Blues)
- 2011 – Nicole Krauss per La grande casa (Great House)
- 2011 – Mary Helen Stefaniak per The Cailiffs of Baghdad, Georgia
- 2010 – Kamila Shamsie per Ombre bruciate (Burnt Shadows)
- 2009 – Louise Erdrich per Il giorno dei colombi (The Plague of Doves)
- 2009 – Nam Le per I fuggitivi (The Boat)
- 2008 – Junot Díaz per La breve favolosa vita di Oscar Wao (The Brief Wondrous Life of Oscar Wao)
- 2008 – Mohsin Hamid per Il fondamentalista riluttante (The Reluctant Fundamentalist)
- 2007 – Chimamanda Ngozi Adichie per Metà di un sole giallo (Half of a Yellow Sun)
- 2007 – Martha Collins per Blue Front
- 2006 – Zadie Smith per Della bellezza (On Beauty)
- 2005 – Edwidge Danticat per Il profumo della rugiada all'alba (The Dew Breaker)
- 2004 – Edward P. Jones per Il mondo conosciuto (The Known World)
- 2003 – Stephen L. Carter per L'imperatore di Ocean Park (The Emperor of Ocean Park)
- 2003 – Reetika Vazirani per World Hotel
- 2002 – Colson Whitehead per John Henry festival (John Henry Days)
- 2000 – Chang-Rae Lee per Una vita formale (A Gesture Life)
- 1999 – Russell Banks per Cloudsplitter
- 1998 – Walter Mosley per Always Outnumbered, Always Outgunned
- 1997 – Jamaica Kincaid per Autobiografia di mia madre (Autobiography of My Mother)
- 1996 – Madison Smartt Bell per Quando le anime si sollevano (All Souls' Rising)
- 1995 – Reginald Gibbons per Sweetbitter: A Novel
- 1994 – Judith Ortiz Cofer per The Latin Deli: Prose and Poetry
- 1993 – Sandra Cisneros per Fosso della strillona e altri racconti (Woman Hollering Creek and Other Stories)
- 1990 - Dolores Kendrick per The Women of Plums: Poems in the Voices of Slave Women
- 1988 – Nadine Gordimer per Una forza della natura (A Sport of Nature)
- 1988 – Toni Morrison per Amatissima (Beloved)
- 1985 – Breyten Breytenbach per Mouroir: Mirrornotes of a Novel
- 1969 – Gwendolyn Brooks per In the Mecca
- 1962 – Gina Allen per The Forbidden Man
- 1954 – Langston Hughes per Simple Takes a Wife
- 1951 – John Hersey per Il muro di Varsavia (The Wall)
- 1949 – Alan Paton per Piangi, terra amata (Cry, the Beloved Country)
- 1948 – Worth Tuttle Hedden per The Other Room
- 1947 – Sholem Asch per Quarantottesima strada (East River)
- 1945 – Gwethalyn Graham per In terra e in cielo (Earth and High Heaven)

### Poesia
- 2025 - Janice N. Harrington per Yard Show
- 2024 - Monica Youn per From From
- 2023 - Saeed Jones per Alive at the End of the World
- 2022 - Donika Kelly per The Renunciations
- 2021 - Victoria Chang per OBIT
- 2020 - Ilya Kaminsky per Deaf Republic
- 2019 - Tracy K. Smith per Wade in the Water
- 2018 - Shane McCrae per In the Language of My Captor
- 2017 - Tyehimba Jess per Olio
- 2016 - Rowan Ricardo Phillips per Heaven
- 2015 - Jericho Brown per The New Testament
- 2015 - Marilyn Chin per Hard Love Province

### Saggistica
- 2025 - John S. Jacobs e Jonathan D. S. Schroeder per The United States Governed By Six Hundred Thousand Despots: A True Story of Slavery; A Rediscovered Narrative, with a Full Biography
- 2024 - Ned Blackhawk per The Rediscovery of America: Native Peoples and the Unmaking of U.S. History
- 2023 - Matthew F. Delmont per Half American: The Epic Story of African Americans Fighting World War II at Home and Abroad
- 2022 - George Makari per Of Fear and Strangers: A History of Xenophobia ex aequo con Tiya Miles per All That She Carried: The Journey of Ashley’s Sack, a Black Family Keepsake
- 2021 - Vincent Brown per Tacky’s Revolt: The Story of An Atlantic Slave War ex aequo con Natasha Trethewey per Memorial Drive
- 2020 - Charles King per Gods of the Upper Air
- 2019 - Andrew Delbanco per The War Before the War: Fugitive Slaves and the Struggle for America's Soul from the Revolution to the Civil War
- 2018 - Kevin Young per Bunk: The Rise of Hoaxes, Humbug, Plagiarists, Phonies, Post-Facts, and Fake News
- 2017 - Margot Lee Shetterly per Il diritto di contare (Hidden Figures)
- 2016 - Lillian Faderman per The Gay Revolution: The Story of the Struggle
- 2015 - Richard S. Dunn per A Tale of Two Plantations
- 2014 - Ari Shavit per La mia terra promessa (My Promised Land: The Triumph and Tragedy of Israel)
- 2013 – Andrew Solomon per Lontano dall'albero (Far From the Tree)
- 2012 – David Blight per American Oracle: The Civil War in the Civil Rights Era
- 2012 – David Livingstone Smith per Less Than Human: Why We Demean, Enslave, and Exterminate Others
- 2011 – David Eltis e David Richardson per Atlas of the Transatlantic Slave Trade
- 2011 – Isabel Wilkerson per Al calore di soli lontani (The Warmth of Other Suns)
- 2009 – Annette Gordon-Reed per The Hemingses of Monticello
- 2008 – Ayaan Hirsi Ali per Infedele (Infidel)
- 2007 – Scott Reynolds Nelson per Steel Drivin' Man: John Henry: the Untold Story of an American Legend
- 2006 – Jill Lepore per New York Burning: Liberty, Slavery, and Conspiracy in Eighteenth-Century Manhattan
- 2005 – A. Van Jordan per Macnolia: Poems
- 2005 – Geoffrey C. Ward per Unforgivable Blackness: The Rise and Fall of Jack Johnson
- 2004 – Ira Berlin per Generations of Captivity: A History of African-American Slaves
- 2004 – Adrian Nicole LeBlanc per Una famiglia a caso (Random Family: Love, Drugs, Trouble, and Coming of Age in the Bronx)
- 2003 – Samantha Power per Voci dall'inferno (A Problem from Hell: America and the Age of Genocide)
- 2002 – Quincy Jones per Q: The Autobiography of Quincy Jones
- 2002 – Vernon E. Jordan Jr. e Annette Gordon-Reed per Vernon Can Read!: A Memoir
- 2001 – David Levering Lewis per W. E. B. Du Bois: The Fight for Equality and the American Century 1919-1963
- 2001 – F. X. Toole per Lo sfidante (Rope Burns: Stories from the Corner)
- 2000 – Edward Said per Sempre nel posto sbagliato: autobiografia (Out of Place: A Memoir)
- 1999 – John Lewis e Michael D'Orso per Walking with the Wind: A Memoir of the Movement
- 1998 – Toi Derricotte per The Black Notebooks: An Interior Journey
- 1997 – James McBride per Il colore dell'acqua (The Color of Water)
- 1996 – Jonathan Kozol per Amazing Grace: The Lives of Children and the Conscience of a Nation
- 1995 – Brent Staples per Parallel Time: Growing Up in Black and White
- 1995 – William H. Tucker per The Science and Politics of Racial Research
- 1994 – David Levering Lewis per W. E. B. Du Bois: A Reader
- 1994 – Ronald Takaki per A Different Mirror: A History of Multicultural America
- 1993 – Kwame Anthony Appiah per In My Father's House: Africa in the Philosophy of Culture
- 1993 – Marija Gimbutas per La civiltà della Dea (The Civilization of the Goddess)
- 1992 – Melissa Fay Greene per Praying for Sheetrock: A Work of Nonfiction
- 1992 – Peter Hayes per Lessons and Legacies I: The Meaning of the Holocaust in a Changing World
- 1992 – Elaine Mensh e Harry Mensh per The IQ Mythology: Class, Race, Gender, and Inequality
- 1992 – Marilyn Nelson per The Homeplace
- 1991 – Carol Beckwith, Angela Fisher, Graham Hancock per African Ark: People and Ancient Cultures of Ethiopia and the Horn of Africa
- 1991 – Walter A. Jackson per Gunnar Myrdal and America's Conscience: Social Engineering and Racial Liberalism, 1938–1987
- 1991 – Forrest G. Wood per The Arrogance Of Faith: Christianity and Race in America
- 1990 – Dolores Kendrick per The Women of Plums: Poems in the Voices of Slave Women
- 1990 – Hugh Honour per The Image of the Black in Western Art: Part 1
- 1989 – Taylor Branch per Parting the Waters: America in the King Years
- 1989 – Henry Louis Gates Jr. per Collected Black Women's Narratives
- 1989 – George Lipsitz per Life In The Struggle
- 1989 – Peter Sutton per Dreamings: The Art of Aboriginal Australia
- 1988 – Jeffrey Jay Foxx e Walter F. Morris, Jr. per Living Maya
- 1988 – Abigail M. Thernstrom per Whose Votes Count?: Affirmative Action and Minority Voting Rights
- 1987 – Arnold Rampersad per The Life of Langston Hughes
- 1987 – Gail Sheehy per Spirit of Survival
- 1986 – Donald Alexander Downs per Nazis in Skokie: Freedom, Community and the First Amendment
- 1986 – James North per Freedom Rising
- 1986 – Barton Wright e Clifford Bahnimptewa per Kachinas: A Hopi Artist's Documentary
- 1985 – David S. Wyman per The Abandonment of the Jews: America and the Holocaust 1941–1945
- 1984 – Jose Alcina Franch per L'arte precolombiana (Pre-Columbian Art)
- 1984 – Humbert S. Nelli per From Immigrants to Ethnics: The Italian Americans
- 1983 – Richard Rodriguez per Hunger of Memory: The Education of Richard Rodriguez
- 1983 – Wole Soyinka per Aké: gli anni dell'infanzia (Aké: The Years of Childhood)
- 1982 – Geoffrey G. Field per Evangelist of Race: The Germanic Vision of Houston Stewart Chamberlain
- 1982 – Peter J. Powell per People of the Sacred Mountain
- 1981 - Carol Beckwith e Tepilit Ole Saitoti per Maasai people
- 1981 – Jamake Highwater per Song from the Earth: American Indian painting
- 1980 – Urie Bronfenbrenner per Ecologia dello sviluppo umano (The Ecology of Human Development: Experiments by Nature and Design)
- 1980 – Richard Borshay Lee per The !Kung San: Men, Women and Work in a Foraging Society
- 1979 – Phillip Vallentine Tobias per The Bushmen: San hunters and herders of Southern Africa
- 1978 – Allan Chase per Legacy of Malthus
- 1978 – Maxine Hong Kingston per La donna guerriera (The Woman Warrior: Memoirs of a Girlhood Among Ghosts)
- 1977 – Richard Kluger per Simple Justice
- 1977 – Michi Weglyn per Years of Infamy: The Untold Story of America's Concentration Camps
- 1976 – Lucy S. Dawidowicz per The War Against the Jews: 1933–1945
- 1976 – Thomas Kiernan per The Arabs: Their History, Aims, and Challenge to the Industrialized World
- 1976 – Raphael Patai e Jennifer P. Wing per The Myth of the Jewish race
- 1975 – Eugene D. Genovese per Roll, Jordan, Roll: The World the Slaves Made
- 1975 – Léon Poliakov per Il mito ariano. Le radici del razzismo e dei nazionalismi (The Aryan Myth: A History of Racist and Nationalistic Ideas In Europe)
- 1974 – Charles Duguid per Doctor and the Aborigines
- 1974 – Michel Fabre per The Unfinished Quest of Richard Wright
- 1974 – Albie Sachs per Justice in South Africa
- 1974 – Louis Leo Snyder per The Dreyfus Case: A Documentary History
- 1973 – Pat Conroy per The Water Is Wide
- 1973 – Betty Fladeland per Men & Brothers
- 1973 – Lee Rainwater per Behind Ghetto Walls: Black Family Life in a Federal Slum
- 1972 – George M. Fredrickson per The Black Image in the White Mind: The Debate on Afro-American Character and Destiny, 1817–1914
- 1972 – John S. Haller per Outcasts from Evolution: Scientific Attitudes of Racial Inferiority, 1859–1900
- 1972 – David Loye per The Healing of a Nation
- 1972 – Naboth Mokgatle per The Autobiography of an Unknown South African
- 1972 – Donald L. Robinson per Slavery in the Structure of American Politics, 1765–1820
- 1971 – Robert William July per A History of the African People
- 1971 – Carleton Mabee per Black Freedom: The Nonviolent Abolitionists from 1830 through the Civil War
- 1971 – Stan Steiner per La Raza: i Messicoamericani (La Raza: The Mexican Americans)
- 1971 – Anthony F. C. Wallace per Death and Rebirth of Seneca
- 1970 – Dan T. Carter per Scottsboro: A Tragedy of the American South
- 1970 – Vine Deloria per Custer Died for Your Sins: An Indian Manifesto
- 1970 – Florestan Fernandes per The Negro in Brazilian Society
- 1970 – Audrie Girdner e Anne Loftis per The Great Betrayal: The Evacuation of the Japanese-Americans during World War II
- 1969 – E. Earl Baughman e W. Grant Dahlstrom per Negro and White Children: A Psychological Study in the Rural South
- 1969 – Leonard Dinnerstein per The Leo Frank Case
- 1969 – Stuart Levine e Nancy O. Lurie per The American Indian Today
- 1968 – Norman Rufus Colin Cohn per Licenza per un genocidio. I “Protocolli degli Anziani di Sion”. Storia di un falso (Warrant for Genocide: The Myth of the Jewish World Conspiracy and the Protocols of the Elders of Zion)
- 1968 – Robert Coles per I figli della crisi: psicanalisi del razzismo (Children of Crisis: A Study of Courage and Fear)
- 1968 – Raul Hilberg per La distruzione degli Ebrei d'Europa (The Destruction of the European Jews)
- 1968 – Erich Kähler per The Jews among the Nations
- 1967 – David Brion Davis per Il problema della schiavitù nella cultura occidentale (The Problem of Slavery in Western Culture)
- 1967 – Oscar Lewis per La vida: una famiglia portoricana nella cultura della povertà (La Vida)
- 1966 – H. C. Baldry per Unity Mankind Greek Thought
- 1966 – Claude Brown per Manchild in the Promised Land
- 1966 – Malcolm X e Alex Haley per Autobiografia di Malcolm X (The Autobiography of Malcolm X)
- 1966 – Amram Scheinfeld per Your Heredity and Environment
- 1965 – Milton M. Gordon per  Assimilation in American Life: The Role of Race, Religion and National Origins
- 1965 – James M. McPherson per The Struggle for Equality: Abolitionists and the Negro in the Civil War and Reconstruction
- 1965 – Abram L. Sachar per A History of the Jews
- 1965 – James W. Silver per Mississippi: The Closed Society
- 1964 – Nathan Glazer e Daniel P. Moynihan per Beyond the Melting Pot: The Negroes, Puerto Ricans, Jews, Italians, and Irish of New York City
- 1964 – Harold R. Isaacs per The New World of Negro Americans
- 1964 – Bernard E. Olson per Faith and Prejudice
- 1963 – Teodosij Dobžanskij per L'evoluzione della specie umana (Mankind Evolving)
- 1962 – Dwight L. Dumond per Antislavery: The Crusade for Freedom in America
- 1962 – John Howard Griffin per Nero come me (Black Like Me)
- 1961 – E. R. Braithwaite per I miei fratelli bianchi (To Sir, With Love)
- 1961 – Louis E. Lomax per L'africano riluttante: razzismo e rivoluzione in Africa (The Reluctant African)
- 1960 – Basil Davidson per Lost Cities of Africa
- 1960 – John Haynes Holmes per I Speak for Myself
- 1959 – Martin Luther King Jr. per Marcia verso la libertà (Stride Toward Freedom: The Montgomery Story)
- 1959 – George Eaton Simpson e J. Milton Yinger per Racial and Cultural Minorities: An Analysis of Prejudice and Discrimination
- 1958 – Jessie B. Sams per White Mother
- 1958 – South African Institute of Race Relations per Handbook on Race Relations
- 1957 – Gilberto Freyre per Padroni e schiavi: la formazione della famiglia brasiliana in regime di economia patriarcale (The Masters and the Slaves: A Study in the Development of Brazilian Civilization)
- 1957 – Father Trevor Huddleston per Segregazione: la barriera del colore nel Sudafrica (Naught for Your Comfort)
- 1956 – John P. Dean e Alex Rosen per A Manual of Intergroup Relations
- 1956 – George W. Shepherd per They Wait in Darkness
- 1955 – Oden Meeker per Report on Africa
- 1955 – Lyle Saunders per Cultural Differences and Medical Care
- 1954 – Vernon Bartlett per Struggle for Africa
- 1953 – Farley Mowat per Il popolo dei caribù (People of the Deer)
- 1953 – Han Suyin per L'amore è una cosa meravigliosa (A Many-Splendoured Thing)
- 1952 – Brewton Berry per Race Relations
- 1952 – Laurens Van Der Post per Il cuore dell'Africa (Venture to the Interior)
- 1951 – Henry Gibbs per Twilight in South Africa
- 1950 – S. Andhil Fineberg per Punishment Without Crime
- 1950 – Shirley Graham per Your Most Humble Servant
- 1949 – J.C. Furnas per Anatomia del paradiso (Anatomy of Paradise)
- 1948 - John Collier per The Indians of the Americas
- 1947 – Pauline R. Kibbe per Latin Americans in Texas
- 1946 – St. Clair Drake e Horace R. Cayton Jr. per Black Metropolis: A Study of Negro Life in a Northern City
- 1946 – Wallace Stegner e gli editori di Look per One Nation
- 1945 – Gunnar Myrdal per An American Dilemma
- 1944 – Roi Ottley per New World A-Coming
- 1944 – Maurice Samuel per The World of Sholom Aleichem
- 1943 – Zora Neale Hurston per Dust Tracks on a Road: An Autobiography
- 1942 – Leopold Infeld per Quest: An Autobiography
- 1942 – James G. Leyburn per The Haitian People
- 1941 – Louis Adamic per From Many Lands
- 1940 – Edward Franklin Frazier per The Negro Family in the United States
- 1937 – Julian Huxley e Alfred Cort Haddon per We Europeans: A Survey of "Racial" Problems
- 1936 – Harold Foote Gosnell per Negro Politicians: Rise of Negro Politics in Chicago

### Premio alla carriera
- 2025 - Yusef Komunyakaa
- 2024 - Maxine Hong Kingston
- 2023 - Charlayne Hunter-Gault
- 2022 - Ishmael Reed[15]
- 2021 - Samuel R. Delany
- 2020 - Eric Foner
- 2019 - Sonia Sanchez
- 2018 - N. Scott Momaday
- 2017 - Isabel Allende
- 2016 - Orlando Patterson
- 2015 - David Brion Davis
- 2014 - Wilson Harris
- 2014 - George Lamming
- 2012 – Wole Soyinka
- 2012 – Arnold Rampersad
- 2011 – John Edgar Wideman
- 2010 – Elizabeth Alexander
- 2010 – William Julius Wilson
- 2010 – Oprah Winfrey
- 2009 – Paule Marshall
- 2008 – William Melvin Kelley
- 2007 – Taylor Branch
- 2006 – William Demby
- 2005 – August Wilson
- 2004 – Derek Walcott
- 2003 – Adrienne Kennedy
- 2002 – Jay Wright
- 2001 – Lucille Clifton
- 2000 – Ernest J. Gaines
- 1999 – John Hope Franklin
- 1998 – Gordon Parks
- 1997 – Albert L. Murray
- 1996 – Dorothy West

### Premio speciale
- 1992 – Ralph Ellison per Uomo invisibile